# Miyamoto Musashi (film 1944)
Miyamoto Musashi è un film del 1944 diretto da Kenji Mizoguchi.

## Trama
Genichiro e Shinobu Nonomiya, fratello e sorella, vogliono vendicare l’uccisione del padre da parte dei fratelli Samoto, e chiedono al noto maestro di spada, Musashi Miyamoto, di istruirli, a quello scopo, nella relativa arte marziale. Musashi spiega loro che la vendetta personale non è affatto un buon motivo per seguire “la Via della Spada”, che richiede invece una costante dedizione ed una lunga preparazione anche, e soprattutto, mentale. I due fratelli accondiscendono a lasciare da parte gli interessi di vendetta immediata, e Musashi inizia ad impartire loro gli insegnamenti dell’arte.
I fratelli Samoto, intimoriti, chiedono a loro volta l’aiuto di Sasaki Kojirō, un altrettanto noto maestro di spada, massimo esponente di uno stile differente da quello di Musashi, che accetta di istruirli, per pura rivalità contro Musashi.
Approfittando di un’assenza di Musashi i fratelli Samoto, guidati da Kojirō,  attaccano ed uccidono Genichiro.
Shinobu riferisce il fatto a Musashi, che accetta l’implicita sfida di Kojirō, non per un risentimento personale, spiega all’allibita Shinobu, che nota il contrasto con le precedenti affermazioni del maestro, ma per chiarire quale sia la giusta “Via della Spada”, la propria o quella del rivale.
All’alba del giorno della sfida, che avverrà circa un anno dopo nell’isoletta di Funa-jima, Musashi si difende da un agguato dei fratelli Samoto mettendoli fuori combattimento senza peraltro ucciderli, per poi iniziare il duello mortale.
Dopo il duello, Shinobu confida al vincitore Musashi di aver rinunciato ai propositi di vendetta, e di volere farsi monaca buddhista. Musashi le risponde che, in tal caso, lei sarà sua sposa solo in ispirito.